# 條布氏脂䲁
條布氏脂䲁（學名：Brockius striatus），為輻鰭魚綱䲁形目脂䲁科布氏脂䲁屬的一個種，分布於中太平洋東部墨西哥下加利福尼亞半島與加利福尼亞灣到墨西哥南部海域，深度1至9公尺，本魚體壯、頭寬、吻鈍、眼大，眼上方有一根分枝觸鬚，頸背兩側各有2根或2根以上分枝繁多的觸鬚，口大略斜，側線鱗42-44片，雌魚身體呈淺褐色，鱗片行之間有一系列細暗條紋，側面散佈著大的紅褐色斑點，頭部顏色較淺，有一對從眼睛斜向下和向後的褐色條紋；雄魚身體呈綠色，線條和條紋的圖案與雌性相似，背鰭硬棘18枚、背鰭軟條10枚、臀鰭硬棘2枚、臀鰭軟條17枚，體長可達6公分，棲息在海草生長的岩石區，雌魚產附著性卵，雄魚會守護卵，幼魚為浮游性，生活習性不明。